# Титибу-мару
«Титибу-мару» (яп. 秩父丸) — японский пассажирский лайнер 1930 года постройки, в 1939 году сменивший название на «Камакура-мару» (яп. 鎌倉丸). Был потоплен американской подводной лодкой Gudgeon (SS-211) в апреле 1943 года, во время Второй мировой войны. Погибло 2211 человек из 2500 находившихся на борту солдат и гражданских лиц.

## История
Судно было заложено 6 февраля 1928 года на верфи Yokohama Dock Company по заказу «Ниппон юсэн». Спущено на воду 8 мая 1929 года, окончание постройки — 10 марта 1930 года.

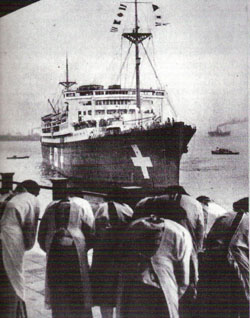
«Камакура-мару» с маркировкой госпитального судна возвращается в Иокогаму с останками четырёх японских подводников, погибших во время нападения на Сидней-Харбор. 1942 год.

4 апреля «Титибу-мару» совершил первый рейс Иокогама—Сан-Франциско, преодолев 5500 миль за рекордные для своего времени 12 суток и 9 часов. На этом судне путешествовали Нобухито и Кикуко (принц и принцесса Такамацу), члены императорского дома Японии. В 1938 году написание имени судна латиницей сменилось с Chichibu Maru на Titibu Maru в связи с переходом на Кунрэй-сики, новый набор правил для транскрибирования японского языка. В 1939 году судно было переименовано в «Камакура-мару».
В 1942 году «Камакура-мару» был реквизирован Императорским флотом Японии для использовании в качестве войскового транспорта и госпитального судна.

## Потопление
27 апреля 1943 года «Камакура-мару» выполнял рейс из Манилы в Сингапур без экскортного сопровождения. На борту находилось около 2500 человек — гражданские, военнослужащие и инженеры-нефтяники. Судно было обнаружено американской подводной лодкой Gudgeon (SS-211). 28 апреля в 1:04 подлодка выпустила несколько торпед, из которых две попали в цель. «Камакура-мару» получил пробоину во вспомогательном машинном отделении и в одном из трюмов. На борту было достаточное количество спасательных шлюпок, но воспользоваться ими смогли далеко не все пассажиры, так как всего через 12 минут судно затонуло кормой вперед. Другие японские корабли прибыли к месту аварии через четыре дня. Им удалось спасти 28 членов экипажа и 437 пассажиров.